# Герб Мурованокуриловецького району
Герб Мурованокуриловецького району — офіційний символ Мурованокуриловецького району, затверджений 15 листопада 2002 р. рішенням сесії районної ради.

## Опис
Щит перетятий лазуровим і зеленим, з срібною базою, мурованою червоним. На першій частині золоте шістнадцятипроменеве сонце з людським обличчям; на другій - срібний будиночок джерела мінеральної води "Регіна", над яким - три золоті колоски. Щит обрамлено декоративним картушем із дубового срібно-зеленого листя та золотих колосків. Герб увінчуе лазурова стрічка з золотим написом "Мурованокуриловецький район".